# Kayla Miracle
Kayla Colleen Kiyoko Miracle (26 de abril de 1996) es una deportista estadounidense que compite en lucha libre. Es públicamente lesbiana.
Ganó dos medallas de plata en el Campeonato Mundial de Lucha, en los años 2021 y 2022, y dos medallas en los Juegos Panamericanos, en los años 2019 y 2023.
Participó en los Juegos Olímpicos de Tokio 2020, ocupando el decimosegundo lugar en la categoría de 62 kg.

## Palmarés internacional
| Campeonato Mundial   | Campeonato Mundial | Campeonato Mundial | Campeonato Mundial |
| Año                  | Lugar              | Medalla            | Categoría          |
| -------------------- | ------------------ | ------------------ | ------------------ |
| 2021                 | Oslo (Noruega)     | Medalla de plata   | 62 kg              |
| 2022                 | Belgrado (Serbia)  | Medalla de plata   | 62 kg              |
| Juegos Panamericanos |                    |                    |                    |
| Año                  | Lugar              | Medalla            | Categoría          |
| 2019                 | Lima (Perú)        | Medalla de oro     | 62 kg              |
| 2023                 | Santiago (Chile)   | Medalla de bronce  | 62 kg              |